# 3904 Honda
A 3904 Honda (ideiglenes jelöléssel 1988 DQ) a Naprendszer kisbolygóövében található aszteroida. Robert H. McNaught fedezte fel 1988. február 22-én.